# سلمى كابيتانوفيتش
سلمى كابيتانوفيتش (مواليد 9 ديسمبر 1996) هي لاعبة كرة قدم بوسنية تلعب في مركز لاعبة وسط لنادي العلا السعودي، كما مثلت منتخب البوسنة والهرسك على المستوى الدولي.

## المسيرة مع الأندية
بدأت كابيتانوفيتش مسيرتها مع نادي SFK 2000، ثم لعبت لموسم واحد مع فرينتسفاروشي في المجر، قبل أن تعود إلى ناديها الأم. لاحقًا، انضمت إلى إف سي مينسك في بيلاروسيا، ثم انتقلت إلى ŽNK سبلِت في كرواتيا. في سبتمبر 2023، وقعت عقدًا مع نادي العلا السعودي.

## المسيرة الدولية
لعبت كابيتانوفيتش مع منتخب البوسنة والهرسك، حيث شاركت في تصفيات كأس العالم للسيدات 2019 (يويفا).

### الأهداف الدولية
| #  | التاريخ       | الملعب                       | الخصم   | النتيجة | النتيجة النهائية | المسابقة    |
| -- | ------------- | ---------------------------- | ------- | ------- | ---------------- | ----------- |
| 1. | 26 يونيو 2022 | ترمي تشاتج، بريجيش، سلوفينيا | الفلبين | 1–0     | 1–2              | مباراة ودية |

## الألقاب
- دوري الدرجة الأولى السعودي للسيدات: 2023–24

فردي
- أفضل لاعبة في دوري الدرجة الأولى السعودي للسيدات: 2023–24

## روابط خارجية
- سلمى كابيتانوفيتش – سجل منافسات اليويفا
- سلمى كابيتانوفيتش في موقع كرة القدم العالمية.نت
- سلمى كابيتانوفيتش  على سكروي